# Buchholz (Unternehmen)
Buchholz bzw. Buchholz & Sohn war ein deutsches Orgelbauunternehmen aus Berlin. Die Werkstatt baute insgesamt über 140 Orgeln. Siehe die Artikel:
- Johann Simon Buchholz (1758–1825), er war der Vater und Lehrmeister von
- Carl August Buchholz (1796–1884), der wiederum der Vater und Lehrmeister von
- Carl Friedrich Buchholz (1826–1885) war.